# Кристофер и ему подобные (фильм)
«Кристофер и ему подобные» (англ. Christopher and His Kind) — британский телефильм-драма 2011 года, экранизация каналом BBC одноимённого автобиографического произведения Кристофера Ишервуда о жизни писателя в Берлине в начале 1930-х годов в период прихода Гитлера к власти.

## Сюжет
В начале 1930-х годов молодой британский писатель Кристофер Ишервуд вопреки воле своей матери отправился в Берлин. Он решает пожить там некоторое время, ведёт разгульный образ жизни, посещает ночные клубы для гомосексуалов. Однажды Кристофер знакомится с молодым дворником по имени Хайнц. Парни влюбляются друг в друга. Однако в Германии растёт влияние нацистов, и представители сексуальных меньшинств всё чаще становятся жертвами насилия, которое остаётся безнаказанным. Кристофер и Хайнц решили бежать в Англию. Но Хайнц — немец и гомосексуал. Об этом становится известно иммиграционным властям. Его задерживают, обвиняют в незаконном въезде и депортируют в Германию. Только после окончания войны любовникам удалось увидеться вновь. Но время уже сделало своё дело: у Хайнца жена и ребёнок, у Кристофера новая любовь — молодой парень по имени Дон Бакарди, с которым они вместе прожили вплоть до самой смерти Ишервуда. Мемуары «Кристофер и ему подобные» были опубликованы в 1976 году. Хайнц был шокирован их откровенностью. Он больше никогда не общался с Кристофером.

## В ролях
| Актёр             | Роль               |
| ----------------- | ------------------ |
| Мэтт Смит         | Кристофер Ишервуд  |
| Тоби Джонс        | Джеральд Гамильтон |
| Пип Картер        | У. Х. Оден         |
| Дуглас Бут        | Хайнц              |
| Имоджен Путс      | Джейн Росс         |
| Александр Дреймон | Каспар             |
| Том Влашиха       | брат Хайнца        |
| Исси Ван Рандуик  | фройляйн Туро      |
| Иддо Голдберг     | Уилфрид Ландауэр   |
| Линдси Дункан     | Кетлин Ишервуд     |
| Перри Миллворд    | Ричард Ишервуд     |

## Съёмки

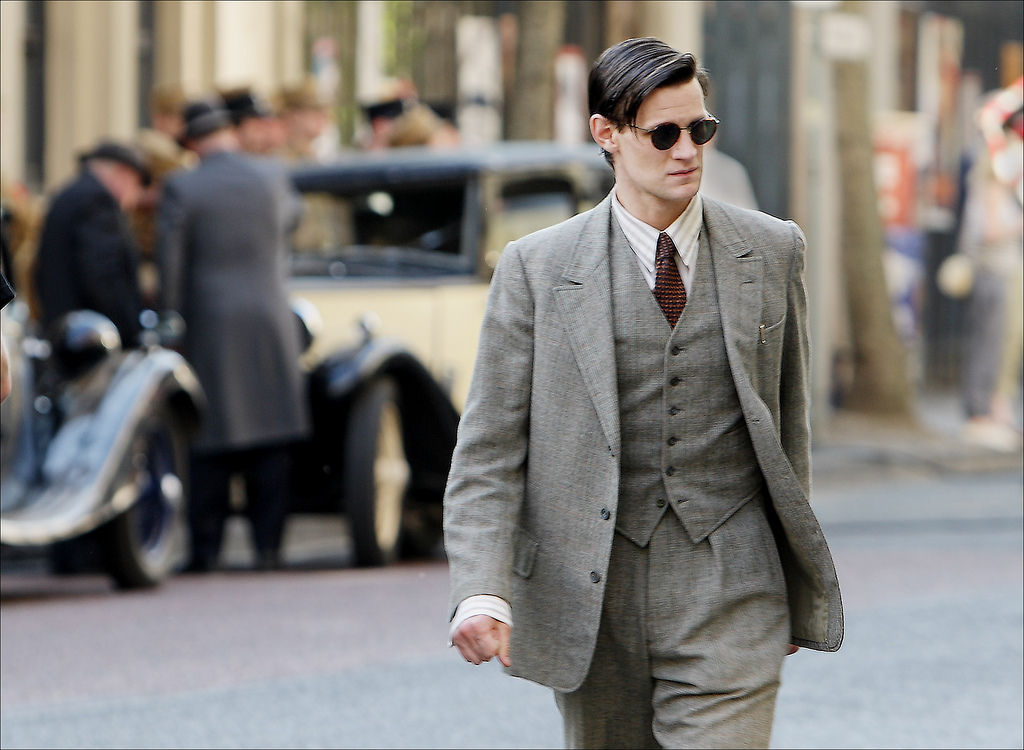
Мэтт Смит на съёмках фильма в Белфасте 5 июня 2010 года

Фильм снимали в Белфасте, Северная Ирландия. Члены Ольстерской юнионистской партии протестовали против съёмок из-за больших транспарантов со свастикой, которые вывешивались на здания во время работы над фильмом. В результате эти сцены приходилось снимать рано утром или поздно вечером.
Мэтт Смит перед работой над ролью читал романы Ишервуда, смотрел видеозаписи с писателем и отправился в США специально для того, чтобы познакомиться с давним приятелем и бойфрендом Кристофера Ишервуда Доном Бакарди.
Из-за своей заинтересованности в Смите как исполнителе роли Одиннадцатого доктора в сериале «Доктор Кто» BBC потребовала от режиссёра не показывать актёра полностью обнажённым в фильме.
Джеффри Сакс  вспоминает:

Они сказали мне, что я не должен показывать голый зад Доктора Кто. Они настаивали на этом, хотя Мэтт здесь играл совсем другого героя. Они много вложили в него, как в Одиннадцатого доктора, им предстояло снимать продолжение сериала. Они делали всё, чтобы защитить свою собственность. И мне пришлось сказать им: «Хорошо, вы не увидите его голого зада».Оригинальный текст (англ.)They told me I must not show Doctor Who’s bare bottom. They were quite firm about that, even though Matt was playing an entirely different character. They have invested a lot in him as the 11th Doctor and were due to make a second series with him, so they were obviously anxious to protect their property. So I said: "OK, you won’t see his bare behind"

## Критика
Фильм получил положительные оценки критиков.
Сэм Волластон из The Guardian похвалил картину, сославшись на отличную работу Смита, которого он называет «вызывающе грубым, совершенно не заслуживающим доверия, обаятельным, шикарным, умным и забавным». Он также похвалил нескольких других исполнителей и аплодировал фильму за его мастерское изображение выбранного временного периода, заключив: «Блестящая, лучшая драма, отлично».
Майкл Хоган из The Sunday Telegraph согласился с этой оценкой, назвав фильм «красиво снятым». Он повторил похвалы работ Мэтта Смита и актерского состава.